# ジェラール・ブラン
ジェラール・ブラン（Gérard Blain、1930年10月23日 - 2000年12月17日）は、フランスの俳優、映画監督である。

## 経歴
1930年10月23日、パリに生まれる。
数本の映画にエキストラとして出演していた彼は、25歳の頃、シャンゼリゼ通りのカフェにいたところをジュリアン・デュヴィヴィエに見出され、デュヴィヴィエ監督の『殺意の瞬間』に出演する。その後、フランソワ・トリュフォー監督の『あこがれ』、ジャン＝リュック・ゴダール監督の『シャルロットとジュール』に出演し、クロード・シャブロル監督の『美しきセルジュ』と『いとこ同志』では主演を務めた。
2000年12月17日、癌によりパリにて死去。70歳没。

## フィルモグラフィー

### 長編映画

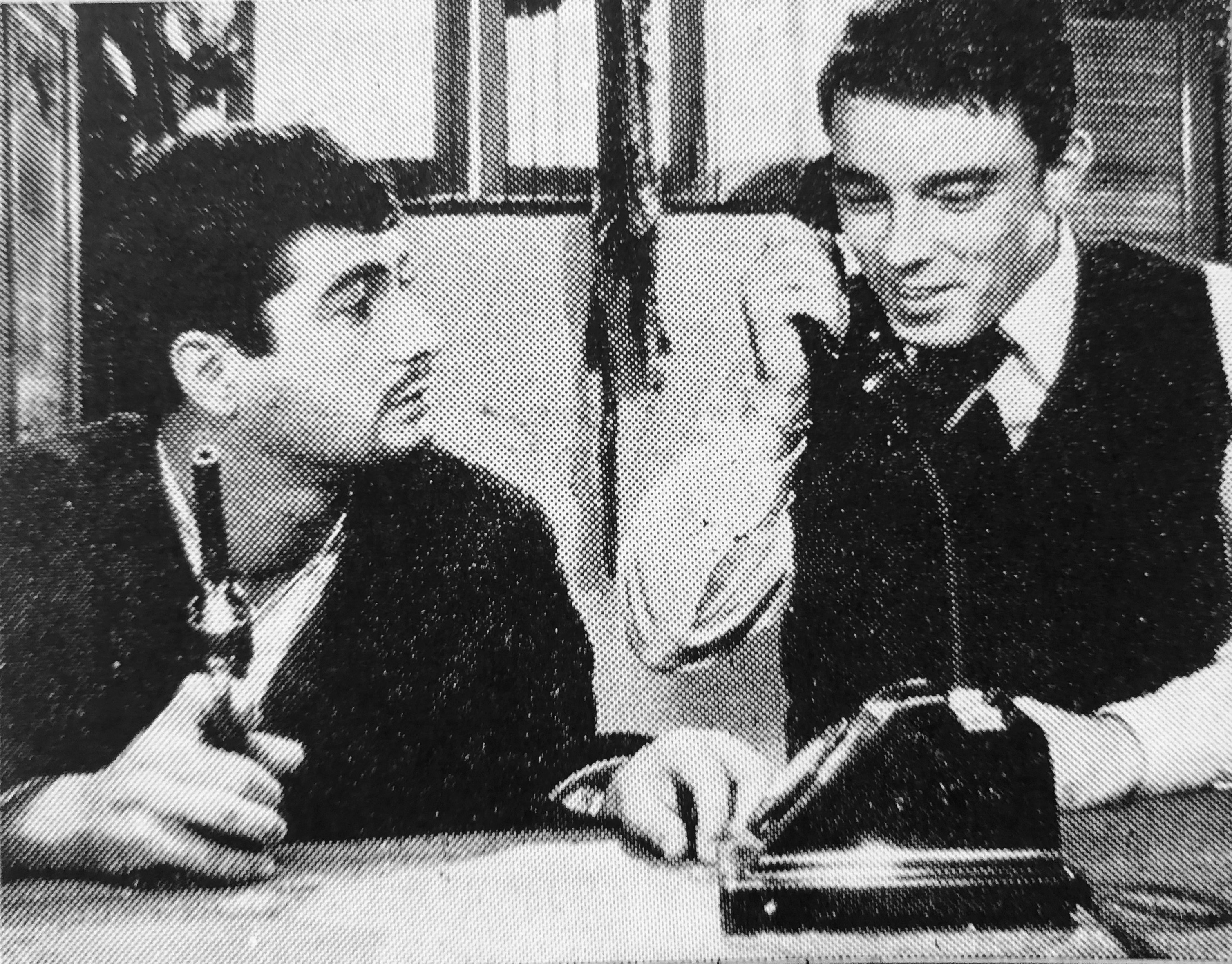
『いとこ同志』（1959年）

- 洪水の前（1954年） - 出演
- 殺意の瞬間（1956年） - 出演
- 罪と罰（1956年） - 出演
- 美しきセルジュ（1958年） - 出演
- 若い夫たち（1958年） - 出演
- いとこ同志（1959年） - 出演
- 汚れた英雄（1960年） - 出演
- 太陽の誘惑（1960年） - 出演
- ハタリ!（1962年） - 出演
- いっちょう頂き（1964年） - 出演
- 殺し屋専科（1966年） - 出演
- 奇襲戦隊（1967年） - 出演
- アメリカの友人（1977年） - 出演
- キリング・タイム（1987年） - 出演

### 短編映画
- あこがれ（1957年） - 出演
- シャルロットとジュール（1960年） - 出演